# Aglaeactis aliciae
Aglaeactis aliciae е вид птица от семейство Колиброви (Trochilidae). Видът е застрашен от изчезване.

## Разпространение
Разпространен е в Перу.